# Letiště Newcastle
Letiště Newcastle (anglicky Newcastle International Airport, IATA: NCL, ICAO: EGNT) je mezinárodní letiště na předměstí města Newcastle upon Tyne v Anglii asi 10,5 km severozápadně od centra města. Jde o 11. nejrušnější letiště ve Spojeném království a druhé nejrušnější v severní Anglii po letišti v Manchesteru s počtem 5,4 milionu odbavených cestujících.
Letiště bylo otevřeno 26. července 1935 jako Woolsington Aerodrome.